# Karoly Hokky
Karoly Hokky (31. ledna 1883 Moldava nad Bodvou – 16. ledna 1971 Cleveland) byl československý politik maďarské národnosti z Podkarpatské Rusi, meziválečný poslanec a senátor Národního shromáždění za Zemskou křesťansko-socialistickou stranu.

## Biografie
Narodil se v Moldavě nad Bodvou, domovské právo měl v Košicích. Absolvoval Budapešťskou univerzitu a univerzitu v Kluži. Byl středoškolským profesorem na různých místech, naposledy v Košicích.
Podle údajů k roku 1930 byl povoláním profesorem v Sevljuši na Podkarpatské Rusi.
Na počátku 20. let náležel mezi zakladatele Zemské křesťansko-socialistické strany. Byl jejím generálním tajemníkem. V parlamentních volbách v roce 1929 získal poslanecké křeslo v Národním shromáždění. V parlamentních volbách v roce 1935 získal senátorské křeslo v Národním shromáždění. V senátu setrval do 20. ledna 1939, kdy byl zbaven mandátu v důsledku rozpuštění politických stran na Podkarpatské Rusi. Bydlel tehdy ve Svaljavě.
Po maďarské okupaci Podkarpatské Rusi v březnu 1939 se stal poslancem Maďarského parlamentu. Koncem druhé světové války roku 1944 uprchl na Západ. Později žil v USA, kde byl aktivní v maďarských exilových spolcích a agitoval proti komunismu a za zájmy Maďarska.